# Elma Francois
Elma Constance Francois (sinh tại Overland, Saint Vincent và Grenadines vào ngày 14 tháng 10 năm 1897 - 1944) là một nhà hoạt động chính trị người châu Phi, vào ngày 25 tháng 9 năm 1987, bà được tuyên bố là " nữ anh hùng dân tộc của Trinidad và Tobago ". Bà từng được mô tả là một trong những "nhà hoạt động châu Phi ồn ào" trong lịch sử Trinidad và Tobago và ở khu vực Caribbean.

## Tiểu sử
Sinh năm 1897, Elma Francois tham gia chương trình giáo dục tiểu học (lên đến "Tiêu chuẩn thứ 5") khi làm công việc hái bông cotton với mẹ. Khi còn trẻ, Francois đã cố gắng tổ chức những người lao động tại Mt. Nhà máy Bentick. Bà sinh ra một đứa con trai, tên là Conrad, vào năm 1917, người phải rời đi để chăm sóc mẹ của mình khi bà quyết định di cư đến Trinidad và Tobago. Ở Trinidad và Tobago, bà làm việc như một người giúp việc gia đình. Ở đó, bà gia nhập Hiệp hội Lao động Trinidad, nơi bà tìm thấy một người đồng cảm với tầng lớp lao động dưới danh nghĩa Đại úy AA Cipriani, một cựu quân nhân của Trung đoàn Tây Ấn.
Francois, cùng với Jim Headly, là thành viên đồng sáng lập của cái gọi là Hiệp hội văn hóa và xã hội phúc lợi Negro (NWCSA). Bà là người tham gia "Quản gia bạo loạn" năm 1937. Sau khi bị cảnh sát bắt, Francois đã bị xét xử vì tội xúi giục nổi loạn, trở thành người phụ nữ đầu tiên trong lịch sử Trinidad và Tobago bị xét xử như vậy. Sau khi tự bào chữa, Francois cuối cùng đã được kết luận không phạm tội.
Sau đó, Francois trở nên đau khổ sau khi con trai bà, gia nhập quân đội để "chiến đấu trong một cuộc chiến" liên quan đến người da đen. Francois đã mất năm 1944.

## đọc thêm
- Reddock, Rhoda (1988). Elma Francois: the NWCSA and the worker's struggle for change in the Caribbean. London and Port of Spain: New Beacon Books. ISBN 978-0-901241-79-5.